# 森特内拉
森特内拉，是西班牙卡斯蒂利亚-拉曼恰瓜达拉哈拉省的一个市镇。总面积18平方公里，总人口68人（2001年），人口密度4人/平方公里。